# Miro Alilović
Mirsad »Miro« Alilović, slovenski košarkaški trener, * 28. februar 1977.

## Trenerska kariera
Desetletje (2001-2010) je bil trener pri Slovanu. Delal je kot vodja mladinskega pogona, vodil ekipe mladincev, kadetov, pionirjev. Dve sezoni (2008-2010) je bil glavni trener članske ekipe v prvi ligi. Uveljavil se je kot kakovosten trener z mlajšimi košarkarji. Iz Češke republike pripeljal tudi kasnejšega igralca Partizana in NBA ekipe Washington Wizzards Jana Vesely-ja. Ta je bil s to potezo in z delom Mira Alilovća tako zadovoljen, da ga je v času svoje NBA kariere, med sezono 2013/14, najel kot svojega osebnega trenerja. . V času delovanja na Slovanu je treniral tudi Zorana Dragića. 
V sezonah 2010-2013 je bil pomočnik trenerja Union Olimpije. Sezone so bile precej turboletne, zato je dvakrat v končnici prevzel tudi vodenje glavne ekipe. Prvo sezono je bil pomočnik Juretu Zdovcu. Po njegovem odstopu 22. aprila 2011 je postal glavni trener moštva, ter ga vodil v ligi za prvaka in končnici državnega prvenstva, kjer je Olimpija v finalu izgubila proti Krki s serijo 2-3. Naslednji dve sezoni (2011/12 in 2012/13) je bil pomočnik Sašu Filipovskemu. Ko je Filipovski 28. aprila odpuščen, zasede mesto začasnega glavnega trenerja. Ekipo je vodil v zadnih tekmah lige za prvaka in končnici prvenstva, kjer je Union Olimpija izgubila finalno serijo 1-3 proti prvaku Krki.
Med leti 2014 in 2017 je bil tri sezone glavni trener češke ekipe USK Praha. Sezono 2014/2015 je v svojih vrstah imel tudi Mitjo Nikoliča in ga pripravil na tako visok nivo, da se je le ta preko B članske reprezentace prebil v A reprezentanco in z njo nastopil na EP2015 kot eden zelo pomembnih igralcev. V ekipi Prage je sodeloval tudi center Matej Krušič. Zanimivost praške izkušnje je, da je bil redni del sezone dolg kar 44 kol. Praga je imela precej mlado ekipo in je zasedla 11. mesto od dvanajstih ekip.
Julija 2017 postane vodja mladinskega pogona v KK Koš Koper. V sezoni 2017/18 je vodil selekcije U19 A in U17 A kluba (KOŠ Primorska). Zasedbo U17 je vodil do državnega prvaka, s U19 pa do četrtega mesta. V sezoni 2018/19 je prevzel še vodenje KOŠ Primorska B, ki je nastopala v 4. SKL. Alilović in Primorska sta se razšla 5. novembra 2018.
Od 10. aprila 2019 vodi, kot glavni trener, beograjski klub KK Dynamic VIP PAY. Z ekipo je dosegel 3. mesto v Superligi - Skupina B (5 zmag in 5 porazov).
Poleti 2021 se pridruži trenerju Jurici Golemcu na klopi Cedevite Olimpije. Po odhodu Golemca marca 2023 vodi Olimpijo kot glavni trener do polfinala ABA lige in naslova državnega prvaka. 

## Reprezentanca
Je eden boljših in dolgoletnih selektorjev slovenskih mladih reprezentanc (EP U20 DIV 2005, EP U20 DIV A 2006, EP U20 DIV A 2007 in EP U20 DIV A 2008). Na evropskem prvenstvu v Izmiru 2006 je reprezentanco vodil do 3. mesta.
Pri članski reprezentanci je deloval kot pomočnik glavnega trenerja na EP 2007 (Aleš Pipan) in 2009 (Jure Zdovc) ter SP 2010 (Memi Bečirović). 
Glavni trener ekipe U18 na EP 2014.

## Osebno
Posluša nasvet Toma Mahoriča in ne bere zapisov o svojih tekmah v dnevnih časopisih.
Leta 2016 je diplomiral na Fakulteti za šport Univerze v Ljubljani.